# Émile Derré
Pour les articles homonymes, voir Derre.
Émile Derré (né Eugène Derré à Paris le 22 octobre 1867 et mort à Nice le 1er avril 1938) est un sculpteur français, sympathisant anarchiste et pacifiste.

## Biographie
Émile Derré expose au Salon des artistes français dès 1890, au Salon d'automne depuis 1904 et au Salon des Tuileries de 1924 à 1929 et remporte une médaille d'or à l'Exposition universelle de 1900 ainsi qu'au Salon de 1926, année où il est placé en hors-concours. En 1925, il est membre du jury de l'Exposition des arts décoratifs.
Émile Derré est un artiste engagé, militant pour « un art fraternel et largement humain ». Il fréquente le milieu anarchiste parisien et plusieurs de ses œuvres ont une connotation politique. Son groupe Réconciliation, tu ne tueras pas, représentant l'étreinte d'un soldat français et d'un soldat allemand, est une sculpture pacifiste exposée au Salon d'automne de 1932. Le scandale qu'elle provoque entraîne son retrait de l'exposition.
La deuxième partie de son œuvre, après 1900, est influencée par le courant Art nouveau.
Profondément marqué par la Première Guerre mondiale, il sombre dans une dépression chronique et désespéré à l'approche d'une nouvelle guerre, il se donne la mort en 1938.

## Œuvres
En France
- Ivry-sur-Seine, dépôt des œuvres d'art de la Ville de Paris : L'Abandon, 1927, groupe en pierre, restauré en 1995[4].
- Levallois-Perret :
  - cimetière : Louise Michel, 1905, buste en bronze ornant sa tombe.
  - parc de la Planchette : Statue de Louise Michel, 1906, groupe en bronze.
- Montfort-l'Amaury, promenade des Tours : Monument à Anne de Bretagne, 1914, buste en bronze, envoyé à la fonte sous le régime de Vichy[5].
- Nemours, Château-Musée : 
  - Buste de vieille femme, plâtre, 32 x 29 x 20 cm. 1910.5.1.
- Paris :
  - avenue Alphand, immeuble au no 8 : La Chevelure étonnante de la femme, 1904, bas-relief en pierre ornant l'entrée[6].
  - boulevard de Clichy : Monument à Charles Fourier, 1899, statue en bronze, envoyée à la fonte sous le régime de Vichy[7].
  - boulevard Raspail, immeuble au no 276 : La Maternité, L'Amour et La Mort, hauts reliefs en pierre ornant les consoles de la façade.
  - Petit Palais : L'Âme des vieilles pierre, 1895, haut-relief, grès au sel[8].
  - place Montmartre : Monument à Francisco Ferrer, œuvre disparue[réf. nécessaire].
  - place Saint-Pierre : La Grotte d'amour, 1908, haut-relief en pierre[9].
  - rue Poussin, immeuble au no 40 : Le Bonheur est dans l'amour du foyer, 1900, haut-relief en pierre ornant la façade.
  - square Louise-Michel : Fontaine des innocents, 1906, haut-relief en bronze[10].
- Roubaix, place de la mairie : Le Chapiteau des baisers, 1898, modifié en 1906 en Rêve pour une maison du peuple, colonne et chapiteau en pierre érigé à Paris au jardin du Luxembourg, déposé en 1984, restauré en 1990, réérigé en 1997 sur la place de la mairie de Roubaix. Les visages de Louise Michel, d'Élysée Reclus et d'Auguste Blanqui servirent de modèle aux personnages.
- Suresnes, cour du collège Émile-Zola : Monument à Émile Zola, 1908, buste en bronze, réalisé avec le métal des cloches de l'église Saint-Leufroy, démolie en 1906[11],[12].
- Localisation inconnue : Réconciliation, tu ne tueras pas, Salon d'automne de 1932, groupe en plâtre.

Au Portugal
- Lisbonne : Francisco Ferrer, double buste en pierre.

Œuvres d'Émile Derré
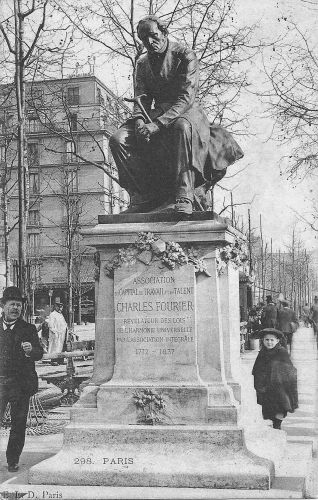
Monument à Charles Fourier (1899, détruit), Paris, boulevard de Clichy.
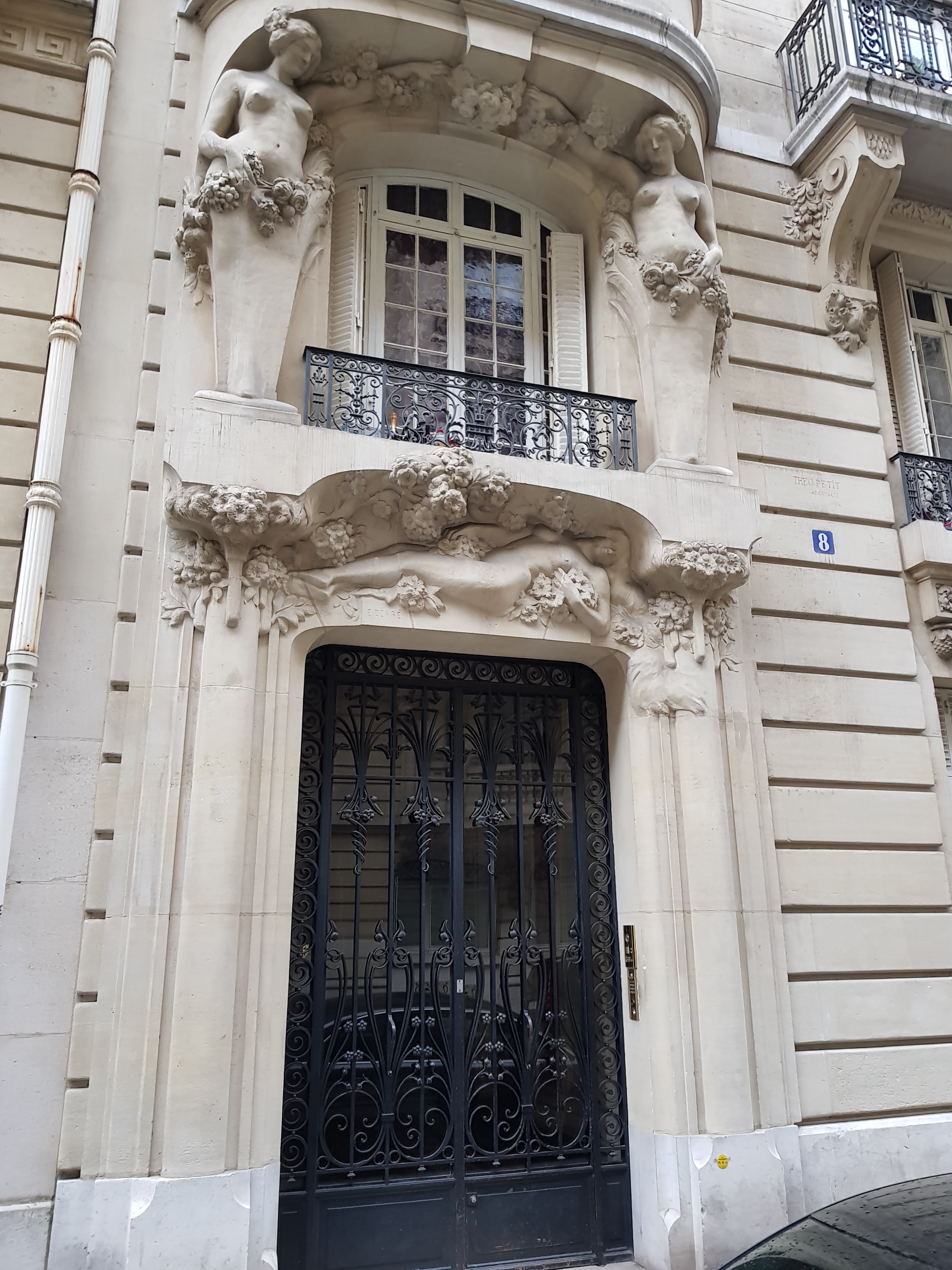
La Chevelure étonnante de la femme (1904), entrée du 8, avenue Alphand à Paris.
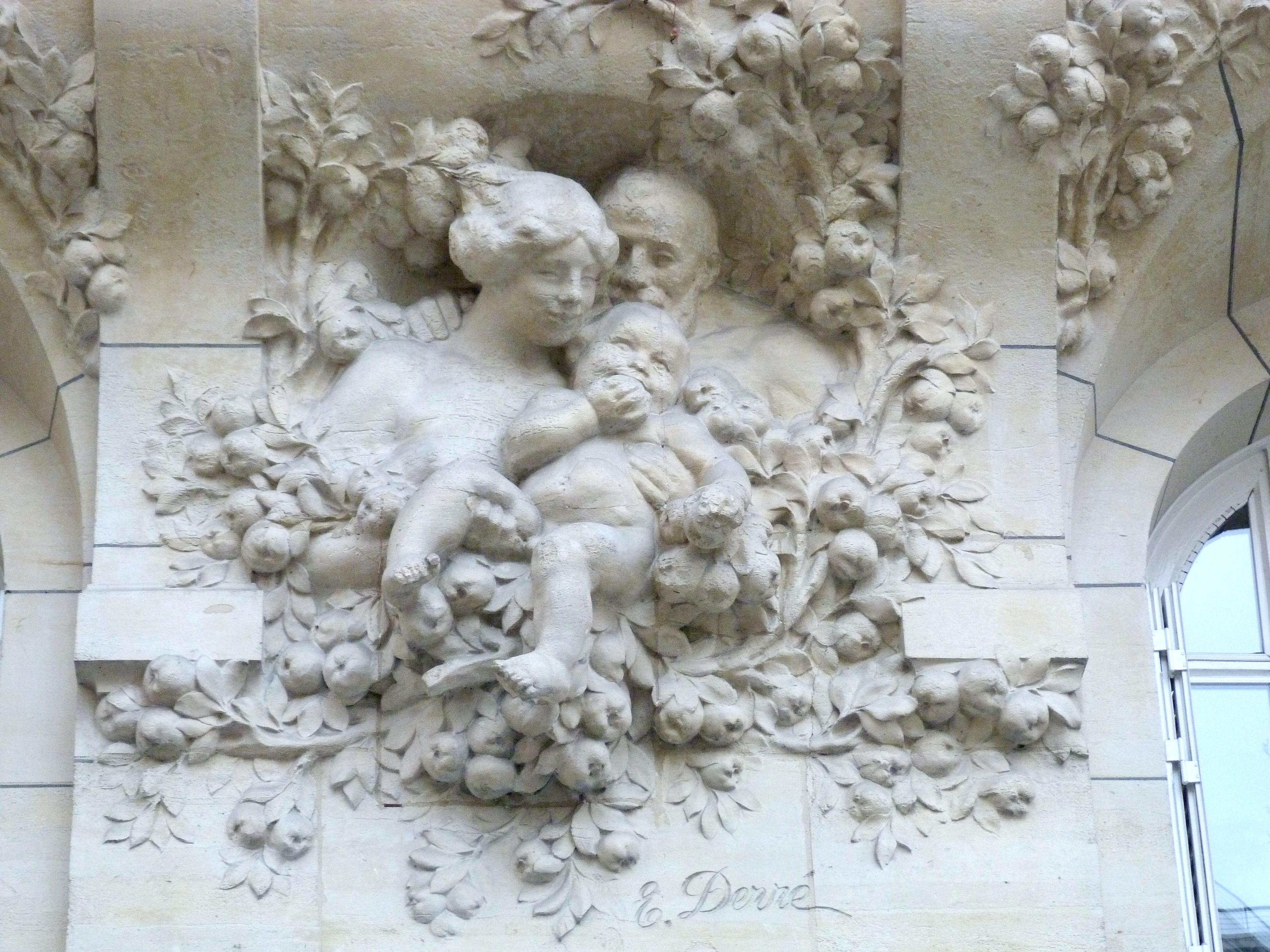
La Maternité, immeuble au 276, boulevard Raspail à Paris.
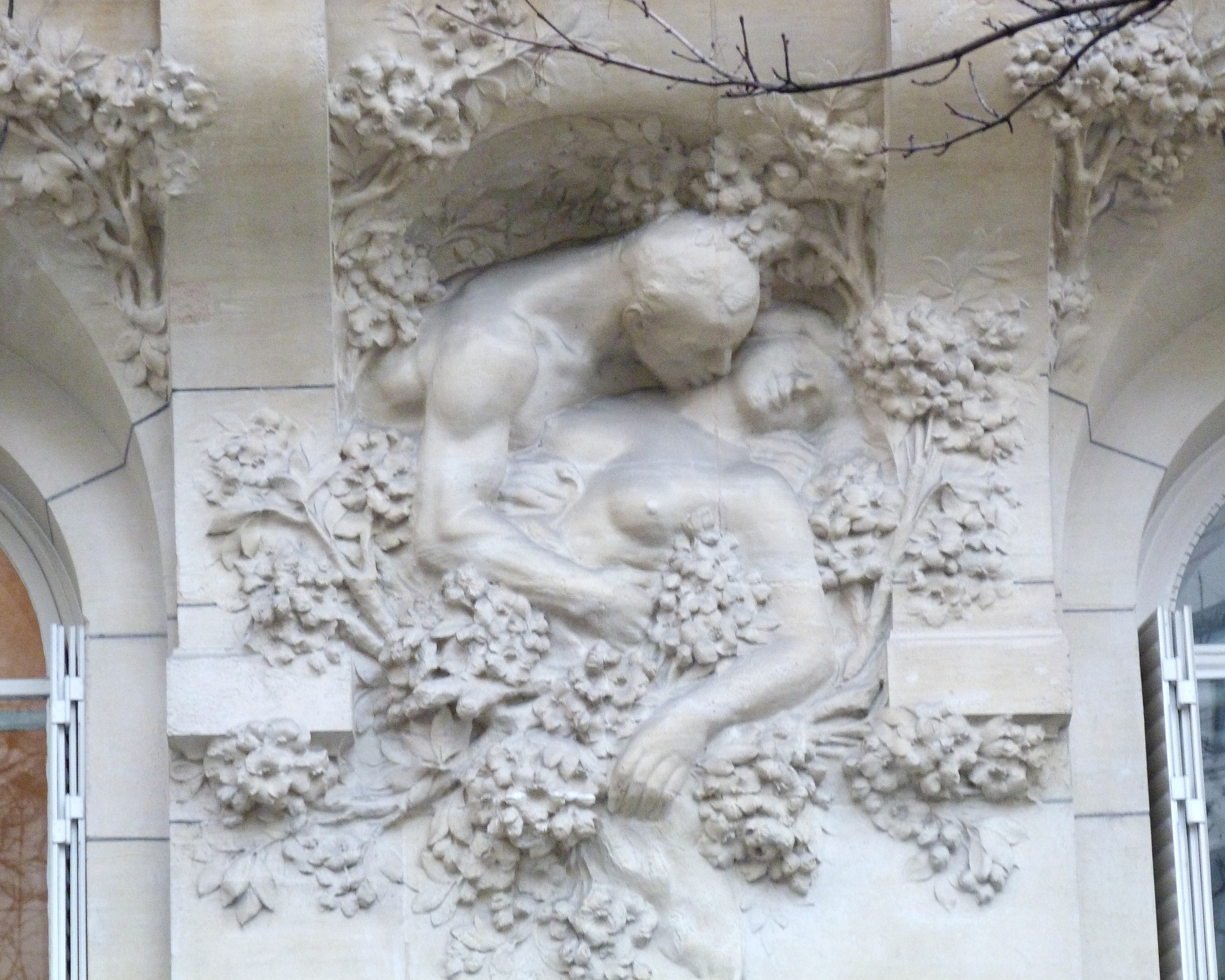
L'Amour, immeuble au 276, boulevard Raspail à Paris.
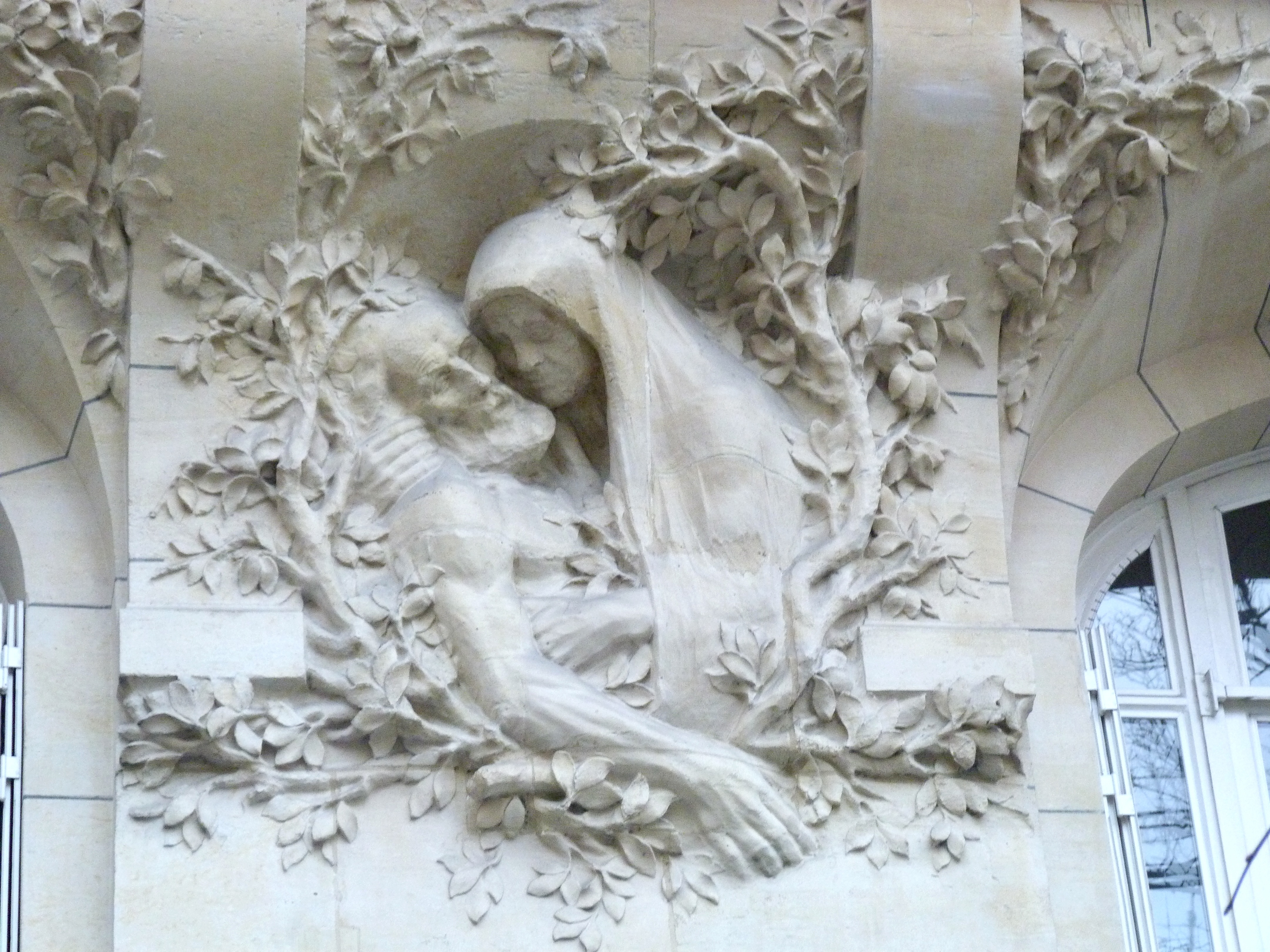
La Mort, immeuble au 276, boulevard Raspail à Paris.
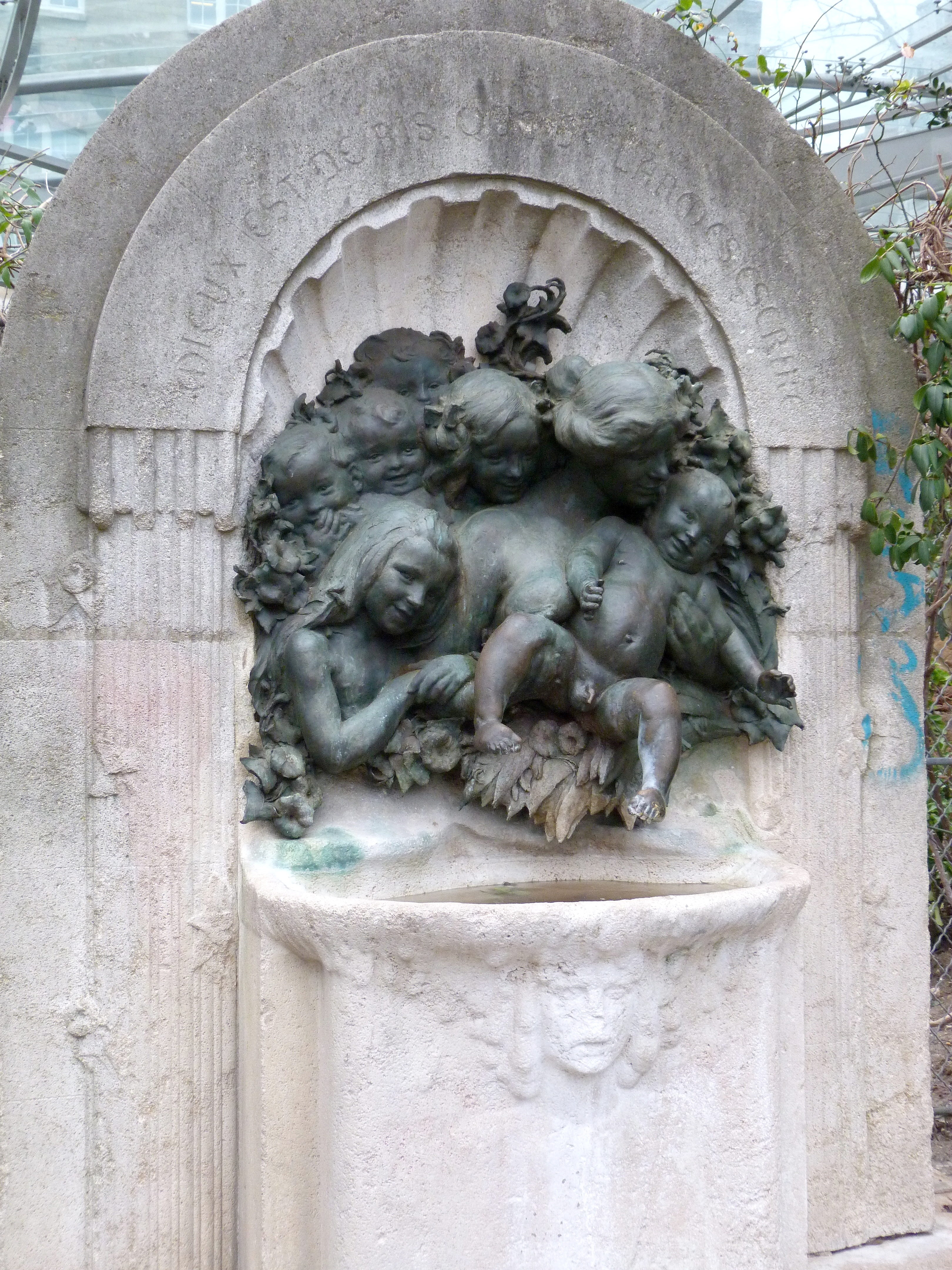
Fontaine des innocents (1906), Paris, square Louise-Michel.
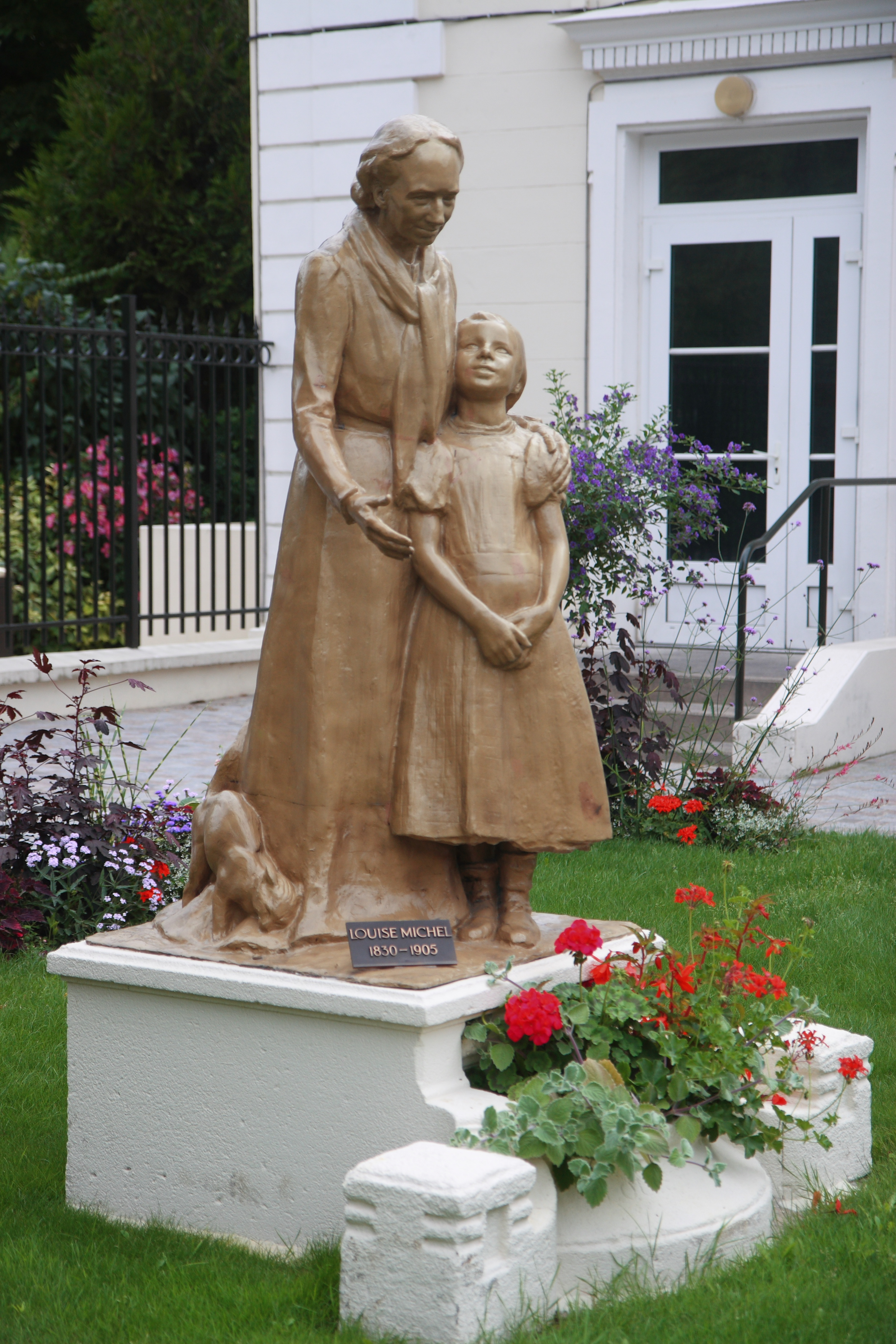
Statue de Louise Michel (1906), Levallois-Perret, parc de la Planchette.
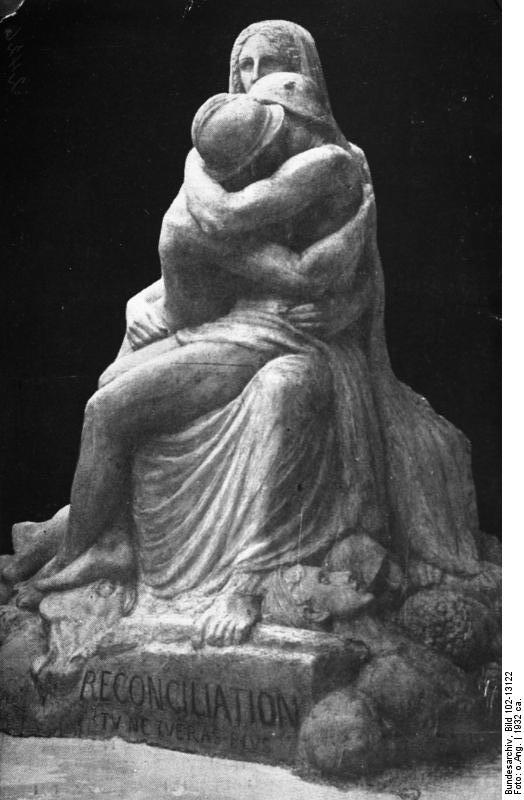
Réconciliation, tu ne tueras pas (Salon d'automne de 1932).